# Habiba Ghribiová
Habiba Ghribiová (* 9. dubna 1984 Kajruván) je tuniská atletka, běžkyně na střední tratě. Její specializací je zejména běh na 3000 metrů překážek, tzv. steeplechase.

## Sportovní kariéra
V roce 2005 startovala poprvé na mistrovství světa, v závodě na 3000 metrů překážek nepostoupila z rozběhu do finále. O čtyři roky později v Berlíně doběhla šestá (po pozdější diskvalifikaci Španělky Dominguezové se posunula na páté místo). V roce 2011 v Tegu na světovém šampionátu doběhla do cíle závodu na 3000 metrů překážek druhá, stejně o rok později na olympiádě v Londýně. Poté, co byla diskvalifikována ruská běžkyně Zaripovová, se druhá místa změnila v titul světové šampionky a olympijské vítězky. Úspěšná byla také na mistrovství světa v Pekingu v roce 2015, kde vybojovala stříbrnou medaili. Na olympiádě v roce 2016 doběhla ve finále steeeplařek dvanáctá.

## Osobní rekordy
- 3000 m – 8:46,61 – 2015
- 3000 m př. – 9:05,36 – 2015